# Río Villanueva de la Fuente
El río Villanueva de la Fuente, también llamado simplemente río Villanueva, es un río del sur de la península ibérica perteneciente a la cuenca hidrográfica del Guadalquivir, que discurre entre las provincias de Ciudad Real y Albacete (España). 

## Curso
El Villanueva nace en el término municipal del que toma su nombre, de tres manantiales del rebosadero natural del acuífero 24, llamados Pilar grande, Pilarete y Pilar del Huerto. Realiza un recorrido de unos 20 km en dirección nordeste-suroeste hasta su desembocadura en el río Guadalmena. El tramo bajo de su curso sirve de límite natural entre las provincias de Ciudad Real y Albacete.